# Tamathli
Tamathli, pleme Muskhogean Indijanaca nastanjeno nekada na jugozapadu današnje Georgije i susjednim predjelima Floride. Tamathli se prvi puta spominju u De Sotovim pričama koji kroz Georgiju putuje 1540., i nalazi ih na Pine Islandu u okrugu Daugherty, kod današnjeg Albanyja. Njihova populacija u ta rana vremena iznosila je oko 500. Godine 1675. preseljeni su iz Georgije na područje Floride gdje ih je biskup Calderon smjestio na misiju La Purificacion de la Tama. Kasnija im je sudbina slična onoj Apalacheeja. Godine 1704. napada ih general Moore iz Južne Karoline, gotovo ih uništivši, pa se nakon toga presele blizu St. Augustine, ali ih i tamo 1. studenog 1725. napadnu Creek Indijanci. Creeki pobiju mnoge Tamathlije a ostatak se rasprši. Godine 1799. njihovi ostaci su se priključili Creekima i Seminolama. Za njihovo brojno stanje Morse navodi da je bilo 220 među Seminolama. 
Potomaka danas zasigurno imaju među Creek Indijancima u Alabani i Oklahomi te Seminolama na Floridi i Oklahomi. 

## Vanjske poveznice
- Tamathli  Arhivirana inačica izvorne stranice od 10. svibnja 2008. (Wayback Machine)